# فهرست شهرهای اوهایو

اوهایو روی نقشه ایالات متحده آمریکا

بزرگترین شهرهای اوهایو بر پایه جمعیت
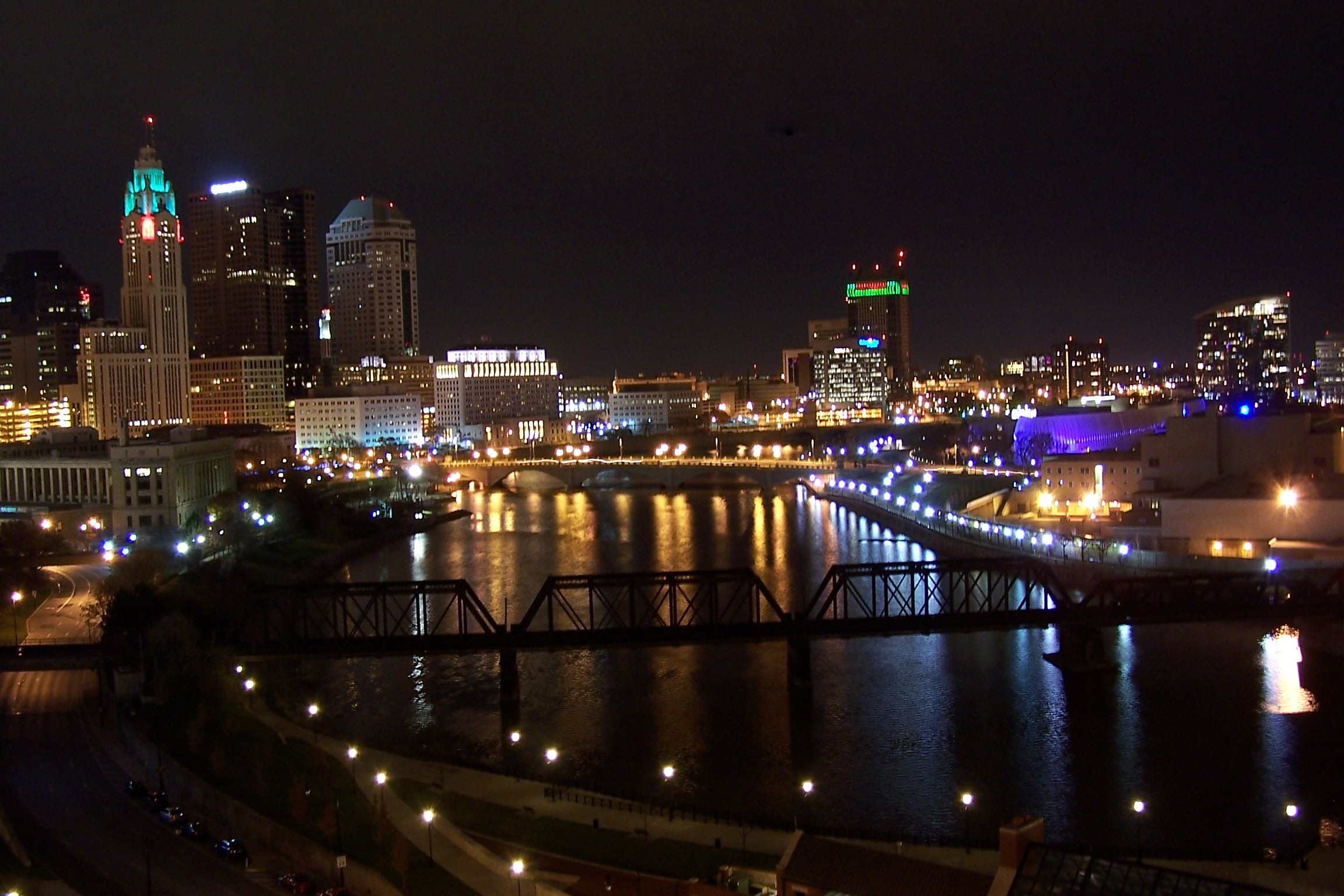
کلمبوس، اوهایو
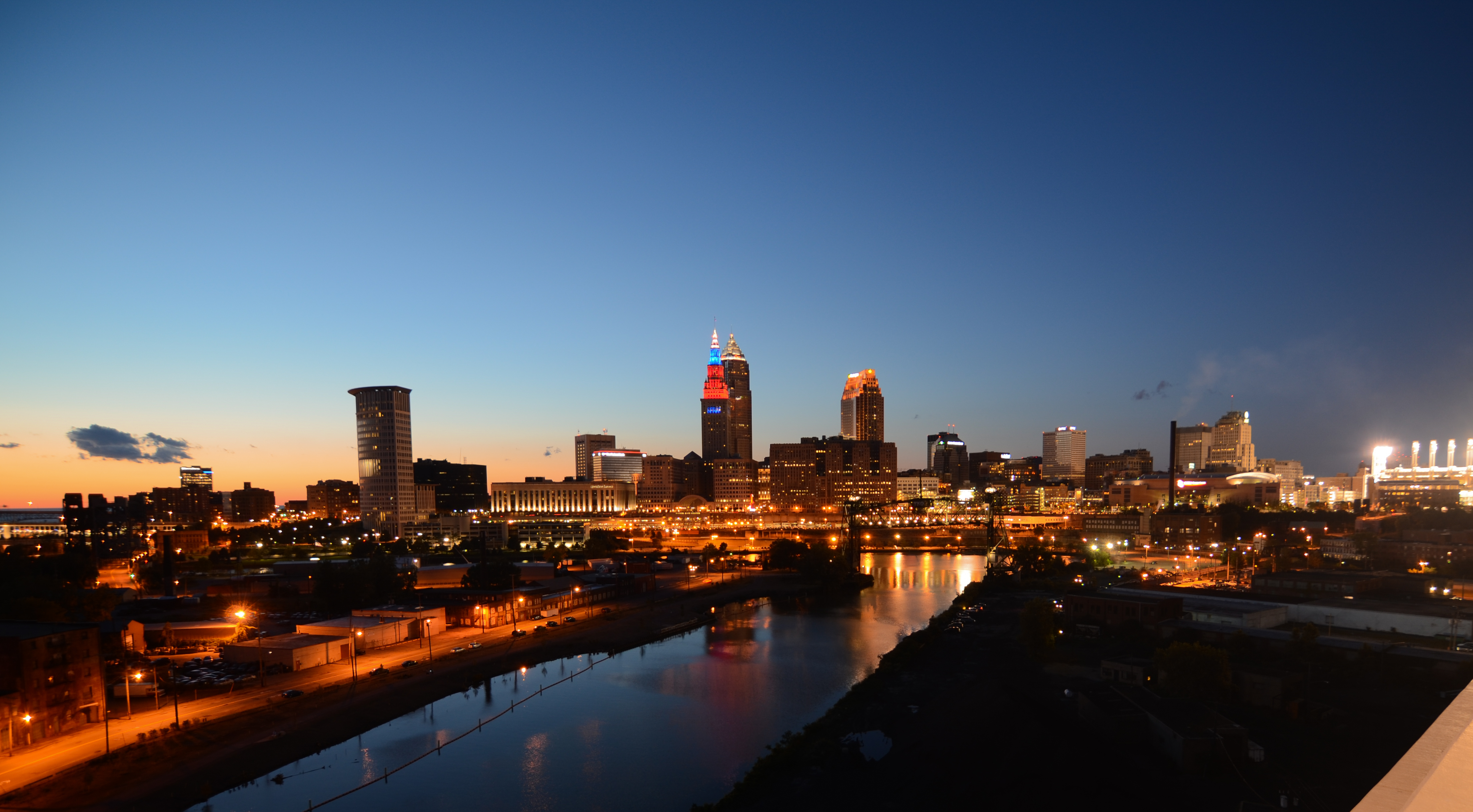
کلیولند، اوهایو
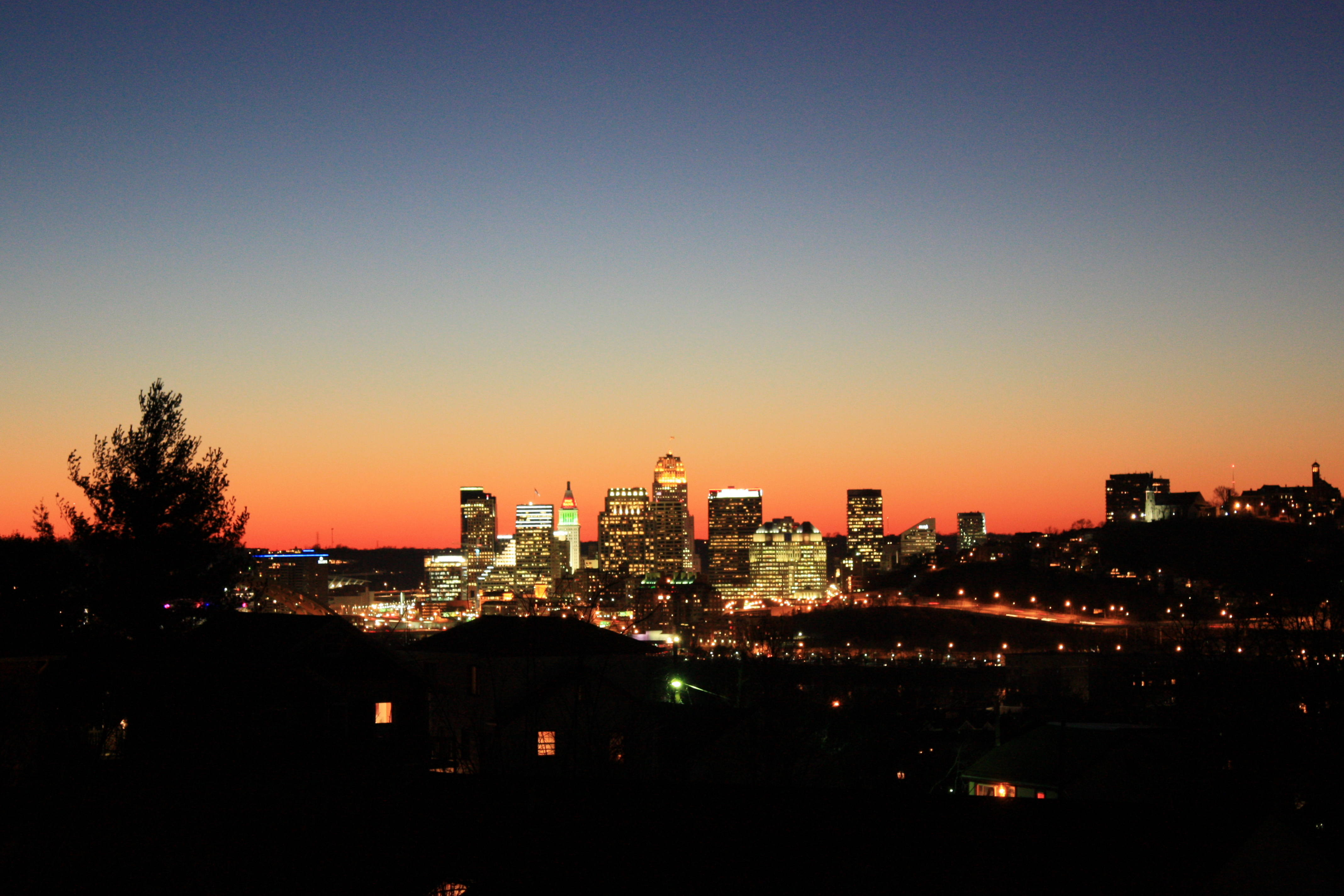
سینسیناتی، اوهایو
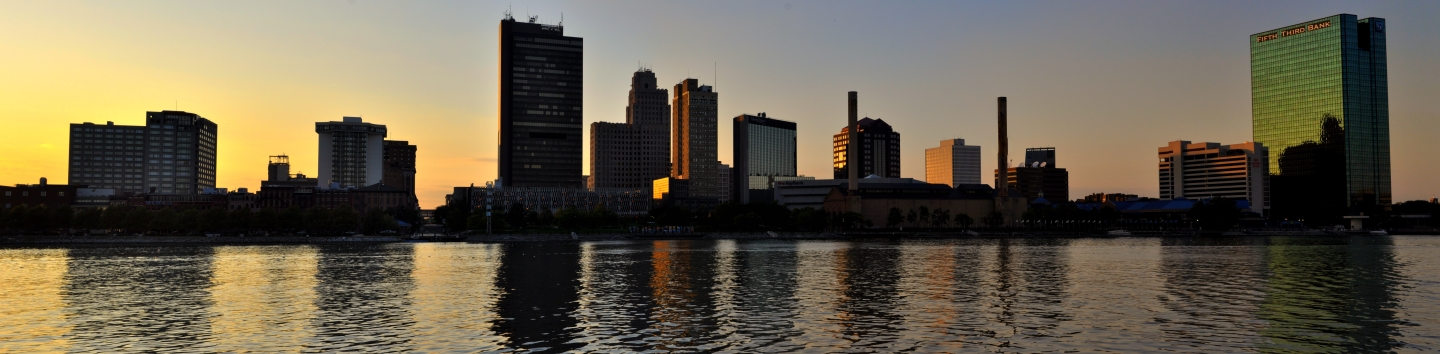
تولیدو، اوهایو
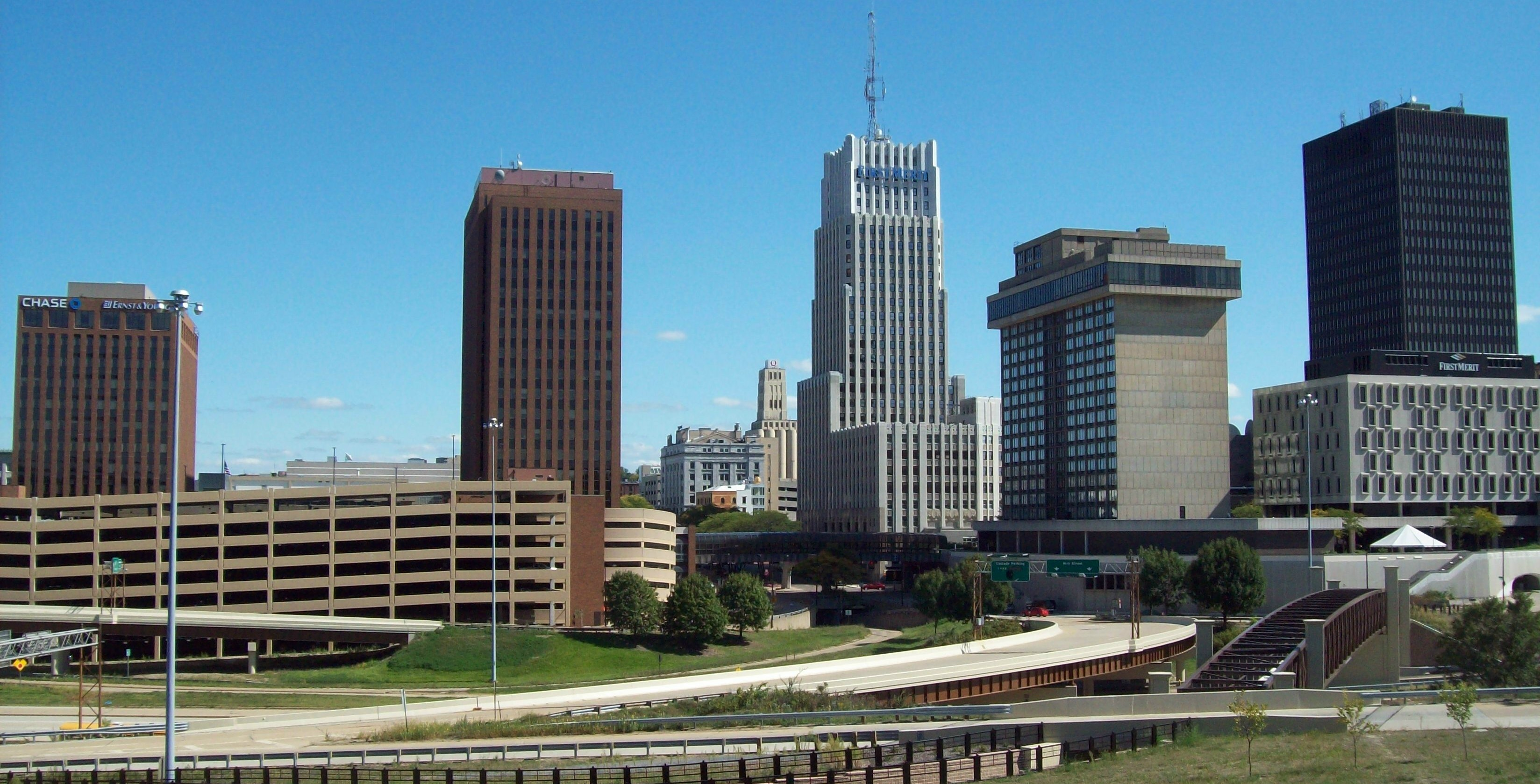
اکران، اوهایو
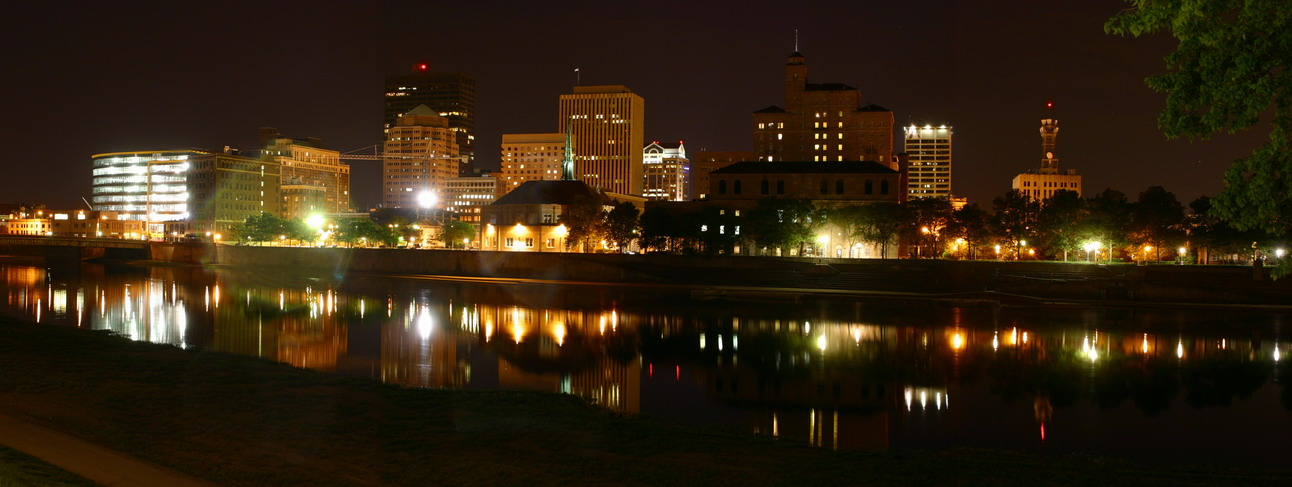
دیتون، اوهایو
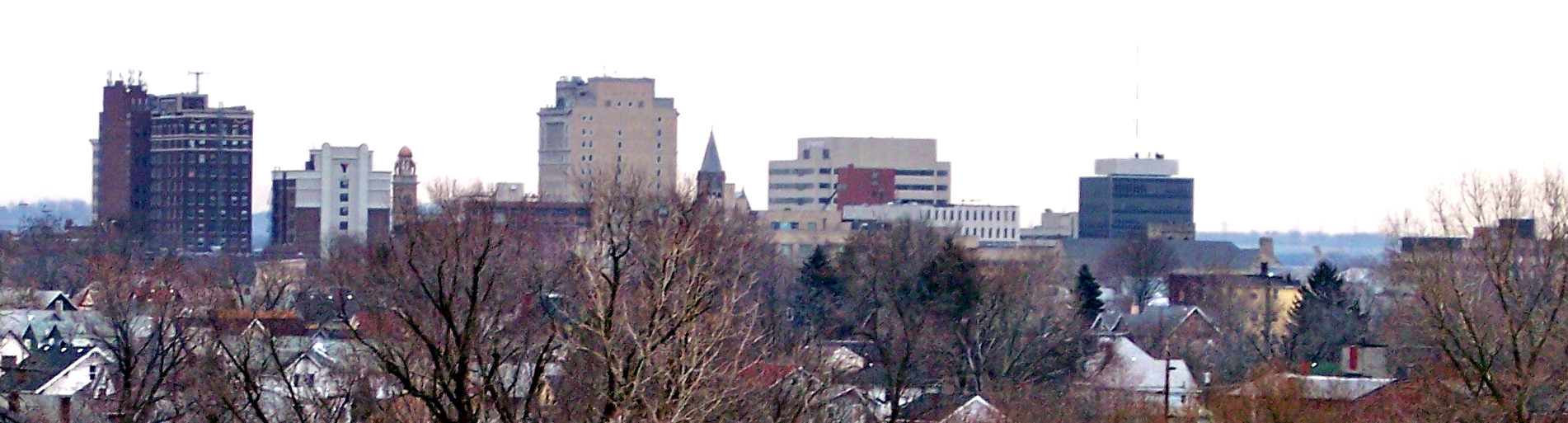
کانتون، اوهایو
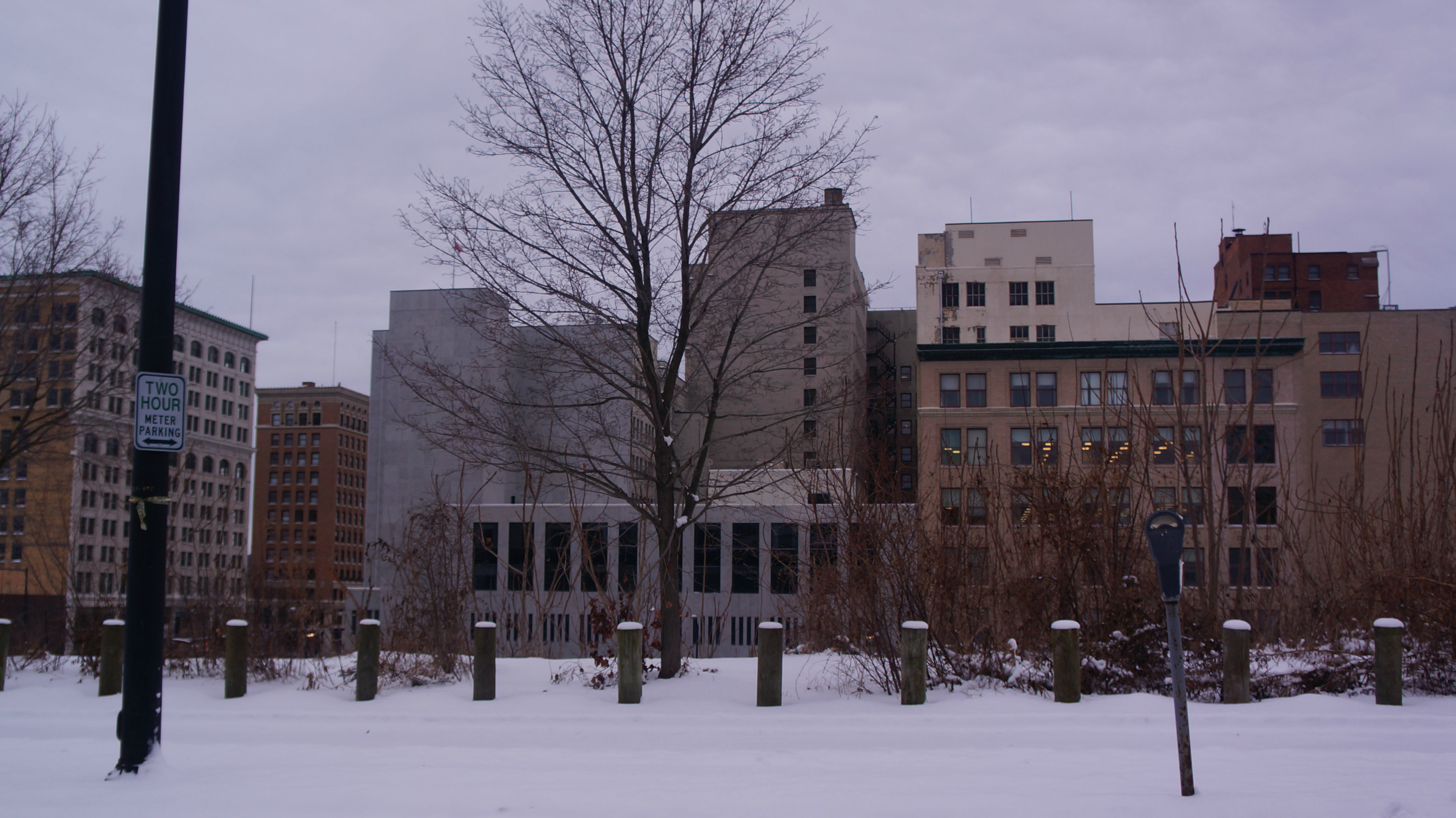
یانگزتاون، اوهایو

## شهرها و روستاها
| شهر                        | جمعیت   | شهرستان                   |
| -------------------------- | ------- | ------------------------- |
| اکران، اوهایو              | ۱۹۷٬۸۵۹ | شهرستان سامیت، اوهایو     |
| الیانس، اوهایو             | ۲۲٬۳۲۲  | شهرستان ماهونینگ، اوهایو  |
| الیانس، اوهایو             | ۲۲٬۳۲۲  | شهرستان استارک، اوهایو    |
| امهرست، اوهایو             | ۱۲٬۰۲۱  | شهرستان لورین، اوهایو     |
| ایشلند، اوهایو             | ۲۰٬۳۶۲  | شهرستان اشلند، اوهایو     |
| اشتابولا، اوهایو           | ۱۹٬۱۲۴  | شهرستان آشتابولا، اوهایو  |
| آتن، اوهایو                | ۲۳٬۸۳۲  | شهرستان آتن، اوهایو       |
| اورورا، اوهایو             | ۱۵٬۵۴۸  | شهرستان پورتیج، اوهایو    |
| اوون، اوهایو               | ۲۱٬۱۹۳  | شهرستان لورین، اوهایو     |
| اوون لیک، اوهایو           | ۲۲٬۵۸۱  | شهرستان لورین، اوهایو     |
| باربرتون، اوهایو           | ۲۶٬۵۵۰  | شهرستان سامیت، اوهایو     |
| بای ویلیج، اوهایو          | ۱۵٬۶۵۱  | شهرستان کویاهوگا، اوهایو  |
| بک‌وود، اوهایو              | ۱۱٬۹۵۳  | شهرستان کویاهوگا، اوهایو  |
| باورکرک، اوهایو            | ۴۵٬۱۹۳  | شهرستان گرین، اوهایو      |
| بدفورد، اوهایو             | ۱۳٬۰۷۴  | شهرستان کویاهوگا، اوهایو  |
| بدفورد هایتس، اوهایو       | ۱۰٬۷۵۱  | شهرستان کویاهوگا، اوهایو  |
| بلبروک، اوهایو             | ۶٬۹۴۳   | شهرستان گرین، اوهایو      |
| بلفونتاین، اوهایو          | ۱۳٬۳۷۰  | شهرستان لوگان، اوهایو     |
| بلوو، اوهایو               | ۸٬۲۰۲   | شهرستان ایری، اوهایو      |
| بلوو، اوهایو               | ۸٬۲۰۲   | شهرستان هیورن، اوهایو     |
| بلوو، اوهایو               | ۸٬۲۰۲   | شهرستان ساندوسکای، اوهایو |
| بلپر، اوهایو               | ۶٬۴۴۱   | شهرستان واشینگتن، اوهایو  |
| برا، اوهایو                | ۱۹٬۰۹۳  | شهرستان کویاهوگا، اوهایو  |
| بکسلی، اوهایو              | ۱۳٬۰۵۷  | شهرستان فرانکلین، اوهایو  |
| بلو ایش، اوهایو            | ۱۲٬۱۱۴  | شهرستان همیلتون، اوهایو   |
| بوولینگ گرین، اوهایو       | ۳۰٬۰۲۸  | شهرستان وود، اوهایو       |
| برکسویل، اوهایو            | ۱۳٬۶۵۶  | شهرستان کویاهوگا، اوهایو  |
| برودویو هایتس، اوهایو      | ۱۹٬۴۰۰  | شهرستان کویاهوگا، اوهایو  |
| بروکلین، اوهایو            | ۱۱٬۱۶۹  | شهرستان کویاهوگا، اوهایو  |
| بروک پارک، اوهایو          | ۱۹٬۲۱۲  | شهرستان کویاهوگا، اوهایو  |
| بروکویل، اوهایو            | ۵٬۸۶۸   | شهرستان مونتگومری، اوهایو |
| برانزویک، اوهایو           | ۳۴٬۲۵۵  | شهرستان مدینا، اوهایو     |
| برایان، اوهایو             | ۸٬۵۴۵   | شهرستان ویلیامز، اوهایو   |
| بوسیروس، اوهایو            | ۱۲٬۳۶۲  | شهرستان کرافورد، اوهایو   |
| کمبریج، اوهایو             | ۱۰٬۶۳۵  | شهرستان گورنسی، اوهایو    |
| کمپبل، اوهایو              | ۸٬۲۳۵   | شهرستان ماهونینگ، اوهایو  |
| کانال فولتن، اوهایو        | ۵٬۴۷۹   | شهرستان استارک، اوهایو    |
| Canal Winchester           | ۷٬۱۰۱   | شهرستان فیرفیلد، اوهایو   |
| Canal Winchester           | ۷٬۱۰۱   | شهرستان فرانکلین، اوهایو  |
| کنفیلد، اوهایو             | ۷٬۵۱۵   | شهرستان ماهونینگ، اوهایو  |
| کانتون، اوهایو             | ۷۳٬۰۰۷  | شهرستان استارک، اوهایو    |
| سلینا، اوهایو              | ۱۰٬۴۰۰  | شهرستان مرسر، اوهایو      |
| سنترویل، اوهایو            | ۲۳٬۹۹۹  | شهرستان گرین، اوهایو      |
| سنترویل، اوهایو            | ۲۳٬۹۹۹  | شهرستان مونتگومری، اوهایو |
| شاردون، اوهایو             | 5,148   | Geauga                    |
| شویت، اوهایو               | ۸٬۳۷۵   | شهرستان همیلتون، اوهایو   |
| شیلیکوت، اوهایو            | ۲۱٬۹۰۱  | شهرستان روس، اوهایو       |
| سینسیناتی، اوهایو          | ۲۹۸٬۱۶۵ | شهرستان همیلتون، اوهایو   |
| سیرکلویل، اوهایو           | ۱۳٬۳۱۴  | شهرستان پیکوای، اوهایو    |
| کلایتون، اوهایو            | ۱۳٬۲۰۹  | شهرستان میامی، اوهایو     |
| کلایتون، اوهایو            | ۱۳٬۲۰۹  | شهرستان مونتگومری، اوهایو |
| کلیولند، اوهایو            | ۳۸۹٬۵۲۱ | شهرستان کویاهوگا، اوهایو  |
| کلیولند هایتس، اوهایو      | ۴۶٬۱۲۱  | شهرستان کویاهوگا، اوهایو  |
| کلاید، اوهایو              | ۶٬۳۲۵   | شهرستان ساندوسکای، اوهایو |
| کلمبیانا، اوهایو           | ۶٬۳۸۴   | شهرستان کلمبیانا، اوهایو  |
| کلمبیانا، اوهایو           | ۶٬۳۸۴   | شهرستان ماهونینگ، اوهایو  |
| کلمبوس، اوهایو             | ۸۳۵٬۹۵۷ | شهرستان دلاویر، اوهایو    |
| کلمبوس، اوهایو             | ۸۳۵٬۹۵۷ | شهرستان فیرفیلد، اوهایو   |
| کلمبوس، اوهایو             | ۸۳۵٬۹۵۷ | شهرستان فرانکلین، اوهایو  |
| کوناوت، اوهایو             | ۱۲٬۸۴۱  | شهرستان آشتابولا، اوهایو  |
| کورتند، اوهایو             | ۷٬۱۰۴   | شهرستان ترامبل، اوهایو    |
| کوشاکتن، اوهایو            | ۱۱٬۲۱۶  | شهرستان کوشاکتن، اوهایو   |
| کویاهوگا فالس، اوهایو      | ۴۹٬۶۵۲  | شهرستان سامیت، اوهایو     |
| دیتون، اوهایو              | ۱۴۱٬۰۰۳ | شهرستان مونتگومری، اوهایو |
| دیر پارک، اوهایو           | ۵٬۷۳۶   | شهرستان همیلتون، اوهایو   |
| دفیانس، اوهایو             | ۱۶٬۴۹۴  | شهرستان دفیانس، اوهایو    |
| دلاوار، اوهایو             | ۳۴٬۷۵۳  | شهرستان دلاویر، اوهایو    |
| دلپهوس، اوهایو             | ۷٬۱۰۱   | شهرستان آلن، اوهایو       |
| دلپهوس، اوهایو             | ۷٬۱۰۱   | شهرستان وان ورت، اوهایو   |
| دوور، اوهایو               | ۱۲٬۸۲۶  | شهرستان توسکاراوس، اوهایو |
| دوبلین، اوهایو             | ۴۱٬۷۵۱  | شهرستان دلاویر، اوهایو    |
| دوبلین، اوهایو             | ۴۱٬۷۵۱  | شهرستان فرانکلین، اوهایو  |
| دوبلین، اوهایو             | ۴۱٬۷۵۱  | شهرستان یونیون، اوهایو    |
| کلیولند شرقی، اوهایو       | ۱۷٬۸۴۳  | شهرستان کویاهوگا، اوهایو  |
| لیورپول شرقی، اوهایو       | ۱۱٬۱۹۵  | شهرستان کلمبیانا، اوهایو  |
| ایست‌لیک، اوهایو            | ۱۸٬۵۷۷  | شهرستان لیک، اوهایو       |
| ایتون، اوهایو              | ۸٬۴۰۷   | شهرستان پربل، اوهایو      |
| الیریا، اوهایو             | ۵۴٬۵۳۳  | شهرستان لورین، اوهایو     |
| انگلوود، اوهایو            | ۱۳٬۴۶۵  | شهرستان مونتگومری، اوهایو |
| اوکلید، اوهایو             | ۴۸٬۹۲۰  | شهرستان کویاهوگا، اوهایو  |
| فایربورن، اوهایو           | ۳۲٬۳۵۲  | شهرستان گرین، اوهایو      |
| فایرفیلد، اوهایو           | ۴۲٬۵۱۰  | شهرستان باتلر، اوهایو     |
| فایرلاون، اوهایو           | ۷٬۴۳۷   | شهرستان سامیت، اوهایو     |
| فایرویو پارک، اوهایو       | ۱۶٬۸۲۶  | شهرستان کویاهوگا، اوهایو  |
| فیندلای، اوهایو            | ۴۱٬۲۰۲  | شهرستان هنکاک، اوهایو     |
| فورست پارک، اوهایو         | ۱۸٬۷۲۰  | شهرستان همیلتون، اوهایو   |
| فوستوریا، اوهایو           | ۱۳٬۴۴۱  | شهرستان هنکاک، اوهایو     |
| فوستوریا، اوهایو           | ۱۳٬۴۴۱  | شهرستان سنکا، اوهایو      |
| فوستوریا، اوهایو           | ۱۳٬۴۴۱  | شهرستان وود، اوهایو       |
| فرانکلین، اوهایو           | ۱۱٬۷۷۱  | شهرستان وارن، اوهایو      |
| فرمونت، اوهایو             | ۱۶٬۷۳۴  | شهرستان ساندوسکای، اوهایو |
| گاهانا، اوهایو             | ۳۳٬۲۴۸  | شهرستان فرانکلین، اوهایو  |
| گالیون، اوهایو             | ۱۰٬۵۱۲  | شهرستان کرافورد، اوهایو   |
| گارفیلد هایتس، اوهایو      | ۲۸٬۸۴۹  | شهرستان کویاهوگا، اوهایو  |
| گنوا، اوهایو               | ۶٬۲۱۵   | شهرستان آشتابولا، اوهایو  |
| ژرمن‌تاون، اوهایو           | ۶٬۲۱۵   | شهرستان مونتگومری، اوهایو |
| گیرارد، اوهایو             | ۹٬۹۵۸   | شهرستان ترامبل، اوهایو    |
| گرندویو هایتس، اوهایو      | ۶٬۵۳۶   | شهرستان فرانکلین، اوهایو  |
| گرین، اوهایو               | ۲۵٬۶۹۹  | شهرستان سامیت، اوهایو     |
| گرینویل، اوهایو            | ۱۳٬۲۲۷  | شهرستان دارک، اوهایو      |
| گروو سیتی، اوهایو          | ۳۵٬۵۷۵  | شهرستان فرانکلین، اوهایو  |
| Groveport                  | ۵٬۳۶۳   | شهرستان فرانکلین، اوهایو  |
| همیلتون، اوهایو            | ۶۲٬۴۷۷  | شهرستان باتلر، اوهایو     |
| هریسون، اوهایو             | ۹٬۸۹۷   | شهرستان همیلتون، اوهایو   |
| هیس، اوهایو                | 10,310  | Licking                   |
| هایلند هایتس، اوهایو       | ۸٬۳۴۵   | شهرستان کویاهوگا، اوهایو  |
| هیلیارد، اوهایو            | ۲۸٬۴۳۵  | شهرستان فرانکلین، اوهایو  |
| هیلسبورو، اوهایو           | ۶٬۶۰۵   | شهرستان هایلند، اوهایو    |
| هیوب‌بارد، اوهایو           | ۷٬۸۷۴   | شهرستان ترامبل، اوهایو    |
| هیوبر هایتس، اوهایو        | ۳۸٬۱۰۱  | شهرستان میامی، اوهایو     |
| هیوبر هایتس، اوهایو        | ۳۸٬۱۰۱  | شهرستان مونتگومری، اوهایو |
| هادسون، اوهایو             | ۲۲٬۲۶۲  | شهرستان سامیت، اوهایو     |
| هورون، اوهایو              | ۷٬۱۴۹   | شهرستان ایری، اوهایو      |
| ایندیپندنس، اوهایو         | ۷٬۱۳۳   | شهرستان کویاهوگا، اوهایو  |
| ایرونتون، اوهایو           | ۱۱٬۱۲۹  | شهرستان لارنس، اوهایو     |
| جکسون، اوهایو              | ۶٬۳۹۷   | شهرستان جکسون، اوهایو     |
| کنت، اوهایو                | ۲۸٬۹۰۴  | شهرستان پورتیج، اوهایو    |
| Kenton                     | ۸٬۲۶۲   | شهرستان هاردین، اوهایو    |
| کترینگ، اوهایو             | ۵۶٬۱۶۳  | شهرستان گرین، اوهایو      |
| کترینگ، اوهایو             | ۵۶٬۱۶۳  | شهرستان مونتگومری، اوهایو |
| کیرتلند، اوهایو            | ۶٬۸۶۶   | شهرستان لیک، اوهایو       |
| لیک‌وود، اوهایو             | ۵۲٬۱۳۱  | شهرستان کویاهوگا، اوهایو  |
| لنکستر، اوهایو             | ۳۸٬۷۸۰  | شهرستان فیرفیلد، اوهایو   |
| لبانون، اوهایو             | ۲۰٬۰۳۳  | شهرستان وارن، اوهایو      |
| لیما، اوهایو               | ۳۸٬۷۷۱  | شهرستان آلن، اوهایو       |
| لوگان، اوهایو              | ۷٬۱۵۲   | شهرستان هوکینگ، اوهایو    |
| لندن، اوهایو               | ۹٬۹۰۴   | شهرستان مدیسون، اوهایو    |
| لورین، اوهایو              | ۶۴٬۰۹۷  | شهرستان لورین، اوهایو     |
| لوویسویل، اوهایو           | ۹٬۱۸۶   | شهرستان استارک، اوهایو    |
| لاولند، اوهایو             | ۱۲٬۰۸۱  | شهرستان کلرمونت، اوهایو   |
| لاولند، اوهایو             | ۱۲٬۰۸۱  | شهرستان همیلتون، اوهایو   |
| لاولند، اوهایو             | ۱۲٬۰۸۱  | شهرستان وارن، اوهایو      |
| لیندهورست، اوهایو          | ۱۴٬۰۰۱  | شهرستان کویاهوگا، اوهایو  |
| مقدونیه، اوهایو            | ۱۱٬۱۸۸  | شهرستان سامیت، اوهایو     |
| مادیرا، اوهایو             | ۸٬۷۲۶   | شهرستان همیلتون، اوهایو   |
| منسفیلد، اوهایو            | ۴۷٬۸۲۱  | شهرستان ریچلند، اوهایو    |
| میپل هایتس، اوهایو         | ۲۳٬۱۳۸  | شهرستان کویاهوگا، اوهایو  |
| ماریتا، اوهایو             | ۱۴٬۰۸۵  | شهرستان واشینگتن، اوهایو  |
| ماریون، اوهایو             | ۳۶٬۸۳۷  | شهرستان ماریون، اوهایو    |
| مارتینز فری، اوهایو        | ۶٬۹۱۵   | شهرستان بلمون، اوهایو     |
| ماریسویل، اوهایو           | ۲۲٬۰۹۴  | شهرستان یونیون، اوهایو    |
| ماسون، اوهایو              | ۳۰٬۷۱۲  | شهرستان وارن، اوهایو      |
| ماسیلون، اوهایو            | ۳۲٬۱۴۹  | شهرستان استارک، اوهایو    |
| ماومی، اوهایو              | ۱۴٬۲۸۶  | شهرستان لوکاس، اوهایو     |
| میفیلد هایتس، اوهایو       | ۱۹٬۱۵۵  | شهرستان کویاهوگا، اوهایو  |
| مدینا، اوهایو              | ۲۶٬۶۷۸  | شهرستان مدینا، اوهایو     |
| منتور، اوهایو              | ۴۷٬۱۵۹  | شهرستان لیک، اوهایو       |
| منتور-ان-د-لیک، اوهایو     | ۷٬۴۴۳   | شهرستان لیک، اوهایو       |
| میامیسبورگ، اوهایو         | ۲۰٬۱۸۱  | شهرستان مونتگومری، اوهایو |
| میدلبرگ هایتس، اوهایو      | ۱۵٬۹۴۶  | شهرستان کویاهوگا، اوهایو  |
| میدلتاوون، اوهایو          | ۴۸٬۶۹۴  | شهرستان باتلر، اوهایو     |
| میلفورد، اوهایو            | ۶٬۷۰۹   | شهرستان کلرمونت، اوهایو   |
| مونرو، اوهایو              | ۱۲٬۴۴۲  | شهرستان باتلر، اوهایو     |
| مونرو، اوهایو              | ۱۲٬۴۴۲  | شهرستان وارن، اوهایو      |
| مونتگومری، اوهایو          | ۱۰٬۲۵۱  | شهرستان همیلتون، اوهایو   |
| موراین، اوهایو             | ۶٬۳۰۷   | شهرستان مونتگومری، اوهایو |
| موونت هلسی، اوهایو         | ۶٬۰۹۸   | شهرستان همیلتون، اوهایو   |
| موونت ورنون، اوهایو        | ۱۶٬۹۹۰  | شهرستان ناکس، اوهایو      |
| مونرو فالس، اوهایو         | ۵٬۰۱۲   | شهرستان سامیت، اوهایو     |
| ناپولئون، اوهایو           | ۸٬۷۴۹   | شهرستان هنری، اوهایو      |
| نلسونویل، اوهایو           | ۵٬۳۹۲   | شهرستان آتن، اوهایو       |
| نیو آلبانی، اوهایو         | ۷٬۷۲۴   | شهرستان فرانکلین، اوهایو  |
| نیو آلبانی، اوهایو         | ۷٬۷۲۴   | Licking                   |
| نیو کرلیسل، اوهایو         | ۵٬۷۸۵   | شهرستان کلارک، اوهایو     |
| نیو فرانکلین، اوهایو       | ۱۴٬۲۲۷  | شهرستان سامیت، اوهایو     |
| نیو فیلادلفیا، اوهایو      | ۱۷٬۲۸۸  | شهرستان توسکاراوس، اوهایو |
| نیوارک، اوهایو             | 47,573  | Licking                   |
| نیلز، اوهایو               | ۱۹٬۲۶۶  | شهرستان ترامبل، اوهایو    |
| کانتون شمالی، اوهایو       | ۱۷٬۴۸۸  | شهرستان استارک، اوهایو    |
| کالج هیل شمالی، اوهایو     | ۹٬۳۹۷   | شهرستان همیلتون، اوهایو   |
| اولمستد شمالی، اوهایو      | ۳۲٬۷۱۸  | شهرستان کویاهوگا، اوهایو  |
| ریجویل شمالی، اوهایو       | ۲۹٬۴۶۵  | شهرستان لورین، اوهایو     |
| رویالتون شمالی، اوهایو     | ۳۰٬۴۴۴  | شهرستان کویاهوگا، اوهایو  |
| نورسوود، اوهایو            | ۵٬۲۶۵   | شهرستان وود، اوهایو       |
| نورتون، اوهایو             | ۱۲٬۰۸۵  | شهرستان سامیت، اوهایو     |
| نورواک، اوهایو             | ۱۷٬۰۱۲  | شهرستان هیورن، اوهایو     |
| نوروود، اوهایو             | ۱۹٬۲۰۷  | شهرستان همیلتون، اوهایو   |
| اواکوود، اوهایو            | ۹٬۲۰۲   | شهرستان مونتگومری، اوهایو |
| ابرلین، اوهایو             | ۸٬۲۸۶   | شهرستان لورین، اوهایو     |
| اولمستد فالس، اوهایو       | ۹٬۰۲۴   | شهرستان کویاهوگا، اوهایو  |
| اونتاریو، اوهایو           | ۶٬۲۲۵   | شهرستان ریچلند، اوهایو    |
| اورگون، اوهایو             | ۲۰٬۲۹۱  | شهرستان لوکاس، اوهایو     |
| اورویل، اوهایو             | ۸٬۳۸۰   | شهرستان وین، اوهایو       |
| آکسفورد، اوهایو            | ۲۱٬۳۷۱  | شهرستان باتلر، اوهایو     |
| پینسویل، اوهایو            | ۱۹٬۵۶۳  | شهرستان لیک، اوهایو       |
| پارما، اوهایو              | ۸۱٬۶۰۱  | شهرستان کویاهوگا، اوهایو  |
| پارما هایتس، اوهایو        | ۲۰٬۷۱۸  | شهرستان کویاهوگا، اوهایو  |
| پاتاسکالا، اوهایو          | 14,962  | Licking                   |
| پپر پیک، اوهایو            | ۵٬۹۷۹   | شهرستان کویاهوگا، اوهایو  |
| پریسبورگ، اوهایو           | ۲۰٬۶۲۳  | شهرستان وود، اوهایو       |
| پیکرینگتون، اوهایو         | ۱۸٬۲۹۱  | شهرستان فیرفیلد، اوهایو   |
| پیکرینگتون، اوهایو         | ۱۸٬۲۹۱  | شهرستان فرانکلین، اوهایو  |
| پیکوا، اوهایو              | ۲۰٬۵۲۲  | شهرستان میامی، اوهایو     |
| پورت کلینتون، اوهایو       | ۶٬۰۵۶   | شهرستان اتاوا، اوهایو     |
| پورتسموث، اوهایو           | ۲۰٬۲۲۶  | شهرستان سیوتو، اوهایو     |
| پاول، اوهایو               | ۱۱٬۵۰۰  | شهرستان دلاویر، اوهایو    |
| راونا، اوهایو              | ۱۱٬۷۲۴  | شهرستان پورتیج، اوهایو    |
| ریدینگ، اوهایو             | ۱۰٬۳۸۵  | شهرستان همیلتون، اوهایو   |
| رینولدسبورگ، اوهایو        | ۳۵٬۸۹۳  | شهرستان فیرفیلد، اوهایو   |
| رینولدسبورگ، اوهایو        | ۳۵٬۸۹۳  | شهرستان فرانکلین، اوهایو  |
| رینولدسبورگ، اوهایو        | ۳۵٬۸۹۳  | Licking                   |
| ریچموند هایتس، اوهایو      | ۱۰٬۵۴۶  | شهرستان کویاهوگا، اوهایو  |
| ریتمن، اوهایو              | ۶٬۴۹۱   | شهرستان وین، اوهایو       |
| ریورساید، اوهایو           | ۲۵٬۲۰۱  | شهرستان مونتگومری، اوهایو |
| راکی ریور، اوهایو          | ۲۰٬۲۱۳  | شهرستان کویاهوگا، اوهایو  |
| روسفورد، اوهایو            | ۶٬۲۹۳   | شهرستان وود، اوهایو       |
| سنت. کلایرسویل، اوهایو     | ۵٬۱۸۴   | شهرستان بلمون، اوهایو     |
| سنت. ماریس، اوهایو         | 8,332   | Auglaize                  |
| سیلم، اوهایو               | ۱۲٬۳۰۳  | شهرستان کلمبیانا، اوهایو  |
| سندوسکی، اوهایو            | ۲۵٬۷۹۳  | شهرستان ایری، اوهایو      |
| سون هیلز، اوهایو           | ۱۱٬۸۰۴  | شهرستان کویاهوگا، اوهایو  |
| شیکر هایتس، اوهایو         | ۲۸٬۴۴۸  | شهرستان کویاهوگا، اوهایو  |
| شارونویل، اوهایو           | ۱۳٬۵۶۰  | شهرستان باتلر، اوهایو     |
| شارونویل، اوهایو           | ۱۳٬۵۶۰  | شهرستان همیلتون، اوهایو   |
| شفیلد لیک، اوهایو          | ۹٬۱۳۷   | شهرستان لورین، اوهایو     |
| شلبی، اوهایو               | ۹٬۳۱۷   | شهرستان ریچلند، اوهایو    |
| سیدنی، اوهایو              | ۲۱٬۲۲۹  | شهرستان شلبی، اوهایو      |
| سولون، اوهایو              | ۲۳٬۳۴۸  | شهرستان کویاهوگا، اوهایو  |
| اوکلید جنوبی، اوهایو       | ۲۲٬۲۹۵  | شهرستان کویاهوگا، اوهایو  |
| اسپرینگبورو، اوهایو        | ۱۷٬۴۰۹  | شهرستان مونتگومری، اوهایو |
| اسپرینگبورو، اوهایو        | ۱۷٬۴۰۹  | شهرستان وارن، اوهایو      |
| اسپرینگدیل، اوهایو         | ۱۱٬۲۲۳  | شهرستان همیلتون، اوهایو   |
| اسپرینگفیلد، اوهایو        | ۶۰٬۶۰۸  | شهرستان کلارک، اوهایو     |
| استوبنویل، اوهایو          | ۱۸٬۶۵۹  | شهرستان جفرسون، اوهایو    |
| استوو، اوهایو              | ۳۴٬۸۳۷  | شهرستان سامیت، اوهایو     |
| استریتسبورو، اوهایو        | ۱۶٬۰۲۸  | شهرستان پورتیج، اوهایو    |
| استرونگسویل، اوهایو        | ۴۴٬۷۵۰  | شهرستان کویاهوگا، اوهایو  |
| استروتهرس، اوهایو          | ۱۰٬۷۱۳  | شهرستان ماهونینگ، اوهایو  |
| سیلوانیا، اوهایو           | ۱۸٬۹۶۵  | شهرستان لوکاس، اوهایو     |
| تالمدج، اوهایو             | ۱۷٬۵۳۷  | شهرستان پورتیج، اوهایو    |
| تالمدج، اوهایو             | ۱۷٬۵۳۷  | شهرستان سامیت، اوهایو     |
| تیفین، اوهایو              | ۱۷٬۹۶۳  | شهرستان سنکا، اوهایو      |
| تیپ سیتی، اوهایو           | ۹٬۶۸۹   | شهرستان میامی، اوهایو     |
| تولیدو، اوهایو             | ۲۸۱٬۰۳۱ | شهرستان لوکاس، اوهایو     |
| تورنتو، اوهایو             | ۵٬۰۹۱   | شهرستان جفرسون، اوهایو    |
| ترنتون، اوهایو             | ۱۱٬۸۶۹  | شهرستان باتلر، اوهایو     |
| تروت‌وود، اوهایو            | ۲۴٬۴۳۱  | شهرستان مونتگومری، اوهایو |
| تروی، اوهایو               | ۲۵٬۰۵۸  | شهرستان میامی، اوهایو     |
| توینسبورگ، اوهایو          | ۱۸٬۷۹۵  | شهرستان سامیت، اوهایو     |
| اوهریچسویل، اوهایو         | ۵٬۴۱۳   | شهرستان توسکاراوس، اوهایو |
| آنیون، اوهایو              | ۶٬۴۱۹   | شهرستان میامی، اوهایو     |
| آنیون، اوهایو              | ۶٬۴۱۹   | شهرستان مونتگومری، اوهایو |
| یونیورسیتی هایتس، اوهایو   | ۱۳٬۵۳۹  | شهرستان کویاهوگا، اوهایو  |
| اپر ارلینگتون، اوهایو      | ۳۳٬۷۷۱  | شهرستان فرانکلین، اوهایو  |
| اپر سندوسکی، اوهایو        | ۶٬۵۹۶   | شهرستان وایندات، اوهایو   |
| وربانا، اوهایو             | ۱۱٬۷۹۳  | شهرستان شمپین، اوهایو     |
| ون ورت، اوهایو             | ۱۰٬۸۴۶  | شهرستان وان ورت، اوهایو   |
| وندالیا، اوهایو            | ۱۵٬۲۴۶  | شهرستان مونتگومری، اوهایو |
| ورمیلیون، اوهایو           | ۱۰٬۵۹۴  | شهرستان ایری، اوهایو      |
| ورمیلیون، اوهایو           | ۱۰٬۵۹۴  | شهرستان لورین، اوهایو     |
| وادزورث، اوهایو            | ۲۱٬۵۶۷  | شهرستان مدینا، اوهایو     |
| واپاکونتا، اوهایو          | 9,867   | Auglaize                  |
| Waterville                 | ۵٬۵۲۳   | شهرستان لوکاس، اوهایو     |
| وارن، اوهایو               | ۴۱٬۵۵۷  | شهرستان ترامبل، اوهایو    |
| وارنسویل هایتس، اوهایو     | ۱۳٬۵۴۲  | شهرستان کویاهوگا، اوهایو  |
| واشینگتن کورت هاوس، اوهایو | ۱۴٬۱۹۲  | شهرستان فیت، اوهایو       |
| واوسون، اوهایو             | ۷٬۳۳۲   | شهرستان فولتن، اوهایو     |
| ولستون، اوهایو             | ۵٬۶۶۳   | شهرستان جکسون، اوهایو     |
| وست کارولتون، اوهایو       | ۱۳٬۱۴۳  | شهرستان مونتگومری، اوهایو |
| وسترویل، اوهایو            | ۳۶٬۱۲۰  | شهرستان دلاویر، اوهایو    |
| وسترویل، اوهایو            | ۳۶٬۱۲۰  | شهرستان فرانکلین، اوهایو  |
| وست‌لیک، اوهایو             | ۳۲٬۷۲۹  | شهرستان کویاهوگا، اوهایو  |
| ویتهال، اوهایو             | ۱۸٬۰۶۲  | شهرستان فرانکلین، اوهایو  |
| ویکلیف، اوهایو             | ۱۲٬۷۵۰  | شهرستان لیک، اوهایو       |
| ویلارد، اوهایو             | ۶٬۲۳۶   | شهرستان هیورن، اوهایو     |
| ویلووگبی، اوهایو           | ۲۲٬۲۶۸  | شهرستان لیک، اوهایو       |
| ویلووگبی هیلز، اوهایو      | ۹٬۴۸۵   | شهرستان لیک، اوهایو       |
| ویلوویک، اوهایو            | ۱۴٬۱۷۱  | شهرستان لیک، اوهایو       |
| ویلمینگتون، اوهایو         | ۱۲٬۵۲۰  | شهرستان کلینتن، اوهایو    |
| ووستر، اوهایو              | ۲۶٬۱۱۹  | شهرستان وین، اوهایو       |
| ووردینگتن، اوهایو          | ۱۳٬۵۷۵  | شهرستان فرانکلین، اوهایو  |
| وایومینگ، اوهایو           | ۸٬۴۲۸   | شهرستان همیلتون، اوهایو   |
| زنیا، اوهایو               | ۲۵٬۷۱۹  | شهرستان گرین، اوهایو      |
| یانگزتاون، اوهایو          | ۶۶٬۹۸۲  | شهرستان ماهونینگ، اوهایو  |
| زنسویل، اوهایو             | ۲۵٬۴۸۷  | شهرستان ماسکینگام، اوهایو |

      پایتخت‌ها و مراکز شهرستان‌ها 
      مرکز شهرستان